# Кол-Харбор
Кол-Харбор (англ. Coal Harbour — «угольная гавань») — название части акватории залива Беррард, находящейся между даунтауном канадского города Ванкувера и полуостровом, на котором расположен парк Стэнли. Также название Кол-Харбор носит прилегающий к гавани с юга городской район.
Географическим объектом, условно разграничивающим гавань и залив Беррард, считается остров Мертвеца.
На землях, примыкающих к Кол-Харбор, а также на острове Мертвеца, изначально располагались поселения одного из племён коренных народов Северо-западного побережья — племени Сквомиш (Squamish people).
В 1862 году в крутых обрывистых берегах залива были замечены выходы угольных пород. Трое предприимчивых английских иммигрантов купили обширные незаселённые, густозалесённые земельные участки здесь, собираясь наладить производство гончарных изделий из специфических видов глины, которые присутствовали в угольных пластах (сам по себе уголь оказался низкокачественным и непригодным для использования). Бизнес у них не пошёл, однако именно это начинание стало отправной точкой развития территории.
С 1887 года в гавани функционирует Ванкуверский гребной клуб (Vancouver Rowing Club).
В 1903 году в Кол-Харбор был основан Королевский ванкуверский яхт-клуб (Royal Vancouver Yacht Club).